# 国际和平年

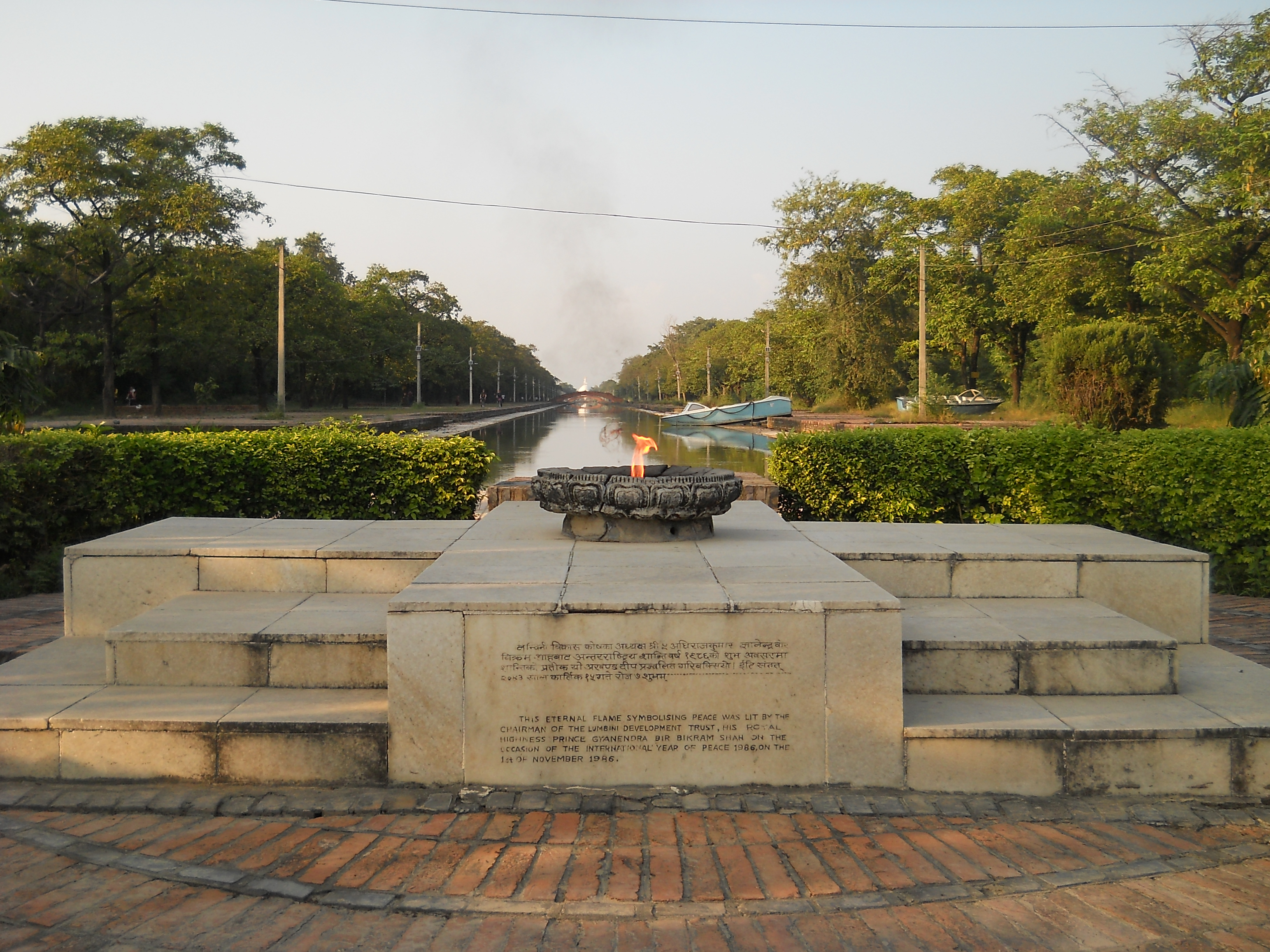
1986年11月1日，蓝毗尼发展信托基金会主席贾南德拉·比尔·比克拉姆·沙阿亲王殿下在1986年国际和平年之际点燃了象征和平的永恒火焰。

国际和平年，即1986年，为联合国宣布的一个国际年。

## 来历
1982年11月16日，第37届联合国大会确定1986年为“国际和平年”；1985年10月24日联合国日，在纪念联合国成立四十周年大会上正式宣布。